# Marialluïsa

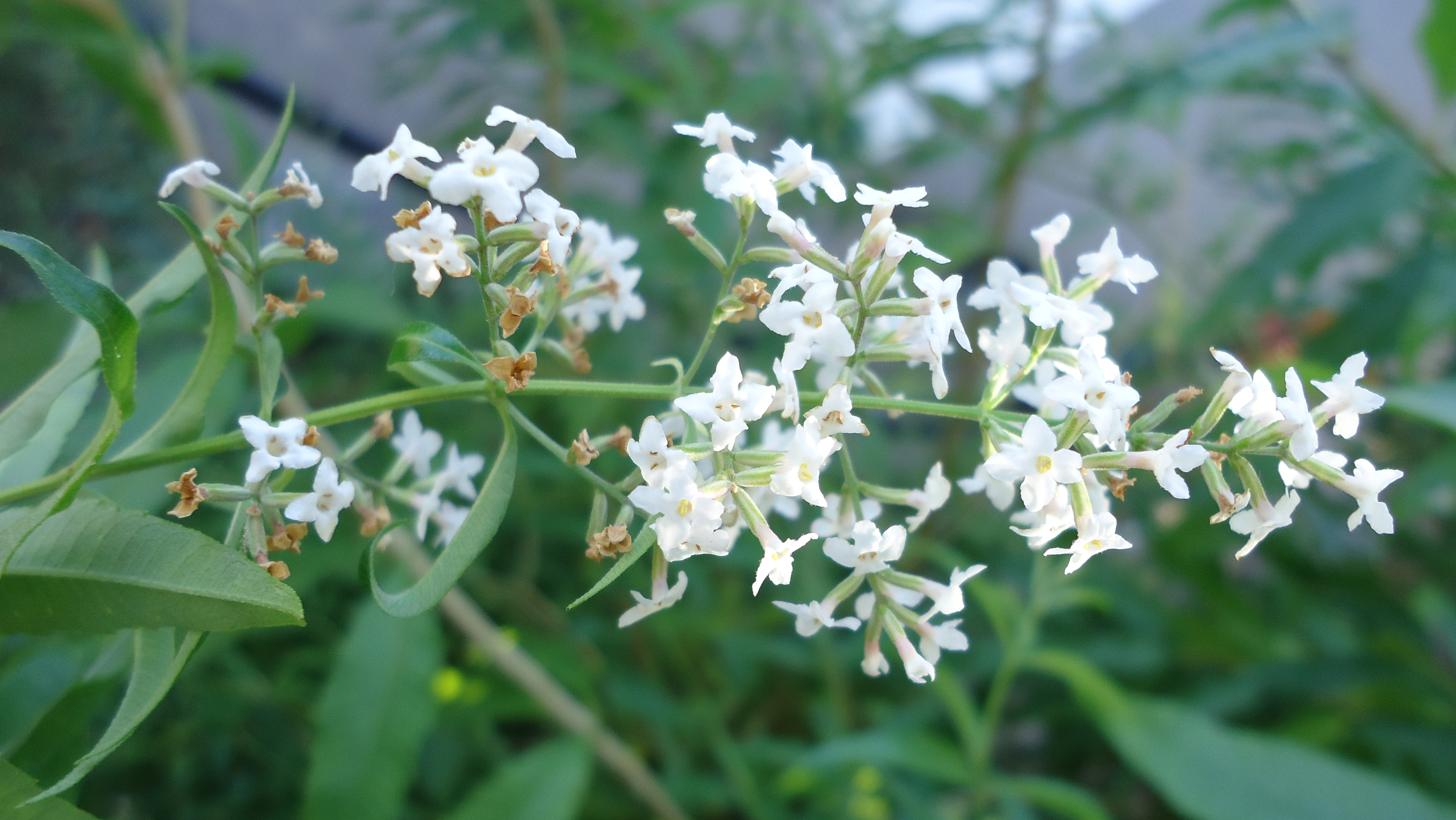
Detall de les flors

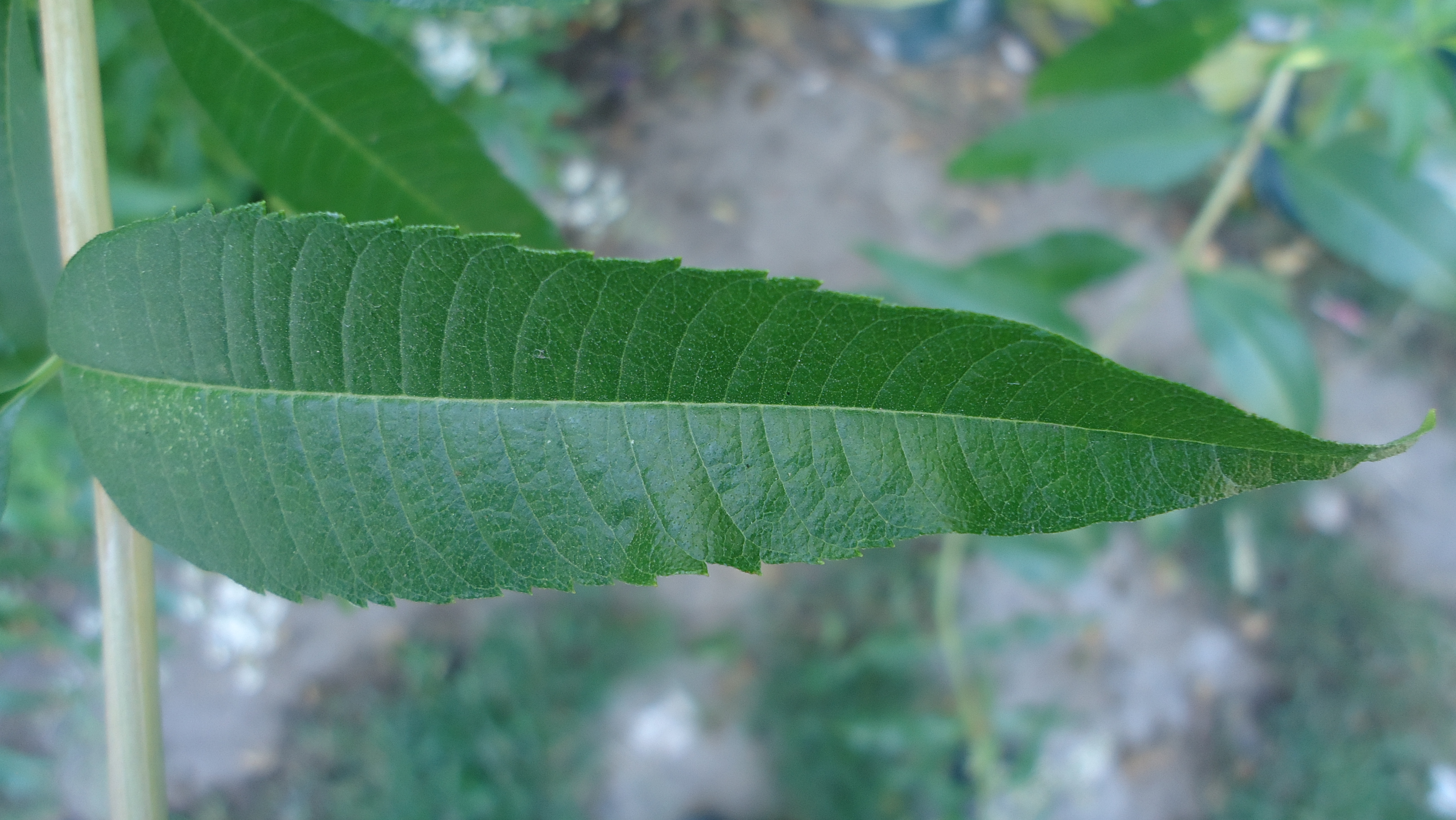
Detall de la fulla

La marialluïsa (Aloysia citrodora) és una planta arbustiva de la família de les verbenàcies amb origen a Amèrica del Sud (Argentina, Uruguai, Perú i Xile) però que podem trobar cultivada en jardins i horts.
Addicionalment pot rebre els noms de berbena, herba de la princesa, herba lluïsa, reina lluïsa, herba de marialluïsa, herba marialluïsa, herballuïsa, menta marialluïsa i reinalluïsa.

## Etimologia
Aquesta planta va ser introduïda a Europa a través de la colonització espanyola, rebent així el nom Aloysia, i per extensió Maria Lluïsa, en honor de l'esposa del rei Carles IV d'Espanya, Maria Lluïsa de Parma (1754-1819). La denominació triphylla es refereix al nombre de fulles de cada verticil, que són tres. La denominació citrodora fa referència a l'aroma de llimona de les seves fulles.

## Ecologia
És fotòfila i prefereix climes càlids constants però també viu en climes amb hiverns freds. Ara bé, s'ha de protegir de les gelades molt fortes, tot i que tolera fins a -10 °C. Exigeix sòls ben drenats, humits a l'estiu i bastant fèrtils. S'adapta bé a altituds que van des del nivell del mar fins als 1.000 metres. Floreix a l'estiu.

## Descripció
Macrofaneròfit en forma d'arbust caducifoli de fins a 2 m d'altura. Rel axonomorfa amb tiges erectes molt ramificades de consistència llenyosa per la part superior amb petites estries longitudinals que les fan anguloses. Les fulles són herbàcies i presenten un pecíol curt. La divisió del marge és simple entera o lleugerament dentada a la part superior. Tenen forma lanceolada, d'uns 7-10 cm de longitud i 2-2,5 cm d'amplada. Es troben reunides en verticils de 3, amb l'àpex acuminat. Són de color verd pàl·lid, tenen un tacte un xic aspre i estan penninervades amb nerviació principal a l'anvers, que està marcat per glàndules d'olis essencials ben visibles. Les inflorescències són panícules de nombroses flors de mida petita en forma d'espiga de fins a 10 cm. Flors hermafrodites agrupades en raïms, acampanades, violades exteriorment i més blanquinoses per dintre. El calze és pelut, format per 4 sèpals fusionats amb una longitud d'uns 3 mm. La corol·la és acampanada, gamopètala, amb 4 pètals estrellats soldats per la base. L'androceu està format per 4 estams, un d'ells més gran que els altres. El gineceu està format per dos carpels units, és bicarpelar. El fruit és en drupa i es divideix en dues parts monoseminades. Freqüentment no arriba a madurar (només madura als països d'origen).
Les fulles d'aquesta planta s'utilitzen per les seves virtuts medicinals.

## Composició química
Les fulles i la tija de la marialluïsa són riques en:
- Oli essencial: el component principal del qual és el citral, responsable de la seva aroma. També conté limonè, linalol, cineol, terpineol, cariofilè, entre d'altres.
- Furocumarines
- Verbenona
- Flavonoides

## Usos

### Ús intern
Carminatiu: Molt útil per a expulsar els gasos de l'aparell digestiu, evitant les flatulències i l'aerofàgia.
Estomacal: Per a facilitar la digestió o en estómacs dèbils o nerviosos, exerceix una funció tonificant, digestiva i tranquil·litzant, evitant els espasmes i la dispèpsia (males digestions acompanyades de gasos, sensació de vòmits i cremor d'estómac). El borneol i el limonè són els responsables d'aquesta darrera propietat.
Antirreumàtica: Pel seu contingut en cineol, resulta adequada en el tractament de malalties reumàtiques.
Mal alè: Quan es té la tendència a tenir halitosi (mal alè) resulta molt útil realitzar rentades amb la infusió d'una cullerada de fulles i flors seques.
Aparell respiratori: La infusió d'una cullerada de fulles i flors seques resulta beneficiosa per a les afeccions de l'aparell respiratori, especialment per a expulsar les mucositats, per la qual cosa exerceix una funció expectorant. D'igual manera el mateix preparat resulta adequat per a combatre la tos.
Relaxant: Resulta molt adequada la infusió d'herba marialluïsa per a relaxar i tonificar els nervis. Aquesta mateixa infusió es pot afegir a l'aigua del bany per a aconseguir l'efecte tranquil·litzant mencionat.

### Altres usos
CuinaLa Marialluïsa s'utilitza en la cuina com a planta aromàtica, per a donar sabor a molts plats: peixos, pollastre, amanides, pastissos, etc. També entra a formar part en la combinació de còctels, xarrupets, o begudes fredes perquè hi aporta un toc molt exòtic.
Indústria de la perfumeriaL'oli essencial molt ric en components aromàtics i amb propietats bactericides s'utilitza en la indústria de la perfumeria i entra a formar part de la fabricació de productes de neteja personal, com a sabons, xampús, dentifricis, locions capil·lars, etc.

## Accions farmacològiques
- Eupèptic
- Febrífug
- Expectorant
- Antiespasmòdic
- Analgèsic
- Antihistamínic

## Toxicitat
L'oli essencial en altes dosis es comporta com a neurotòxic. L'ús prolongat provoca irritació a la mucosa gàstrica.

## Sinonímia
- Aloysia triphylla Britt.
- Lippia citriodora Kunth
- Lippia triphylla (L'Hér.) Kuntze
- Verbena citriodora Cav.
- Verbena triphylla L'Hér.

## Dites populars
An el que té mal de ventre

herba-lluïsa li dau,

cap pelat de n'Arnau

l'han fet jutge de pau

per fer sa mare contenta.